# Ophiomusium microporum
Ophiomusium microporum är en ormstjärneart som beskrevs av Hubert Lyman Clark 1941. Ophiomusium microporum ingår i släktet Ophiomusium och familjen Ophiolepididae. Inga underarter finns listade i Catalogue of Life.